# Ивон Де Карло
Ивон Де Карло (енгл. Yvonne De Carlo; Ванкувер, 1. септембар 1922 — Вудленд Хилс, 8. јануар 2007) је била је канадскоамеричка глумица.

## Филмографија
| Улоге Ивон Де Карло |                 |               |       |          |
| Година              | Српски назив    | Изворни назив | Улога | Напомена |
| 1956.               | Десет заповести |               |       |          |